# 톨메초
톨메초(프리울리어: Tumieç; 슬로베니아어: Tolmeč; 고대 독일어: Tolmein 또는 Schönfeld)는 이탈리아 북동부의 자치 지역인 프리울리베네치아줄리아주에 속한 우디네 지방 분권 지역의 도시이자 코무네이다.

## 지리
톨메초는 스트라부트 산기슭, 탈리아멘토강과 부트 개울 사이에 위치한다. 근처에는 고도 1,906 미터 (6,253 ft)의 아마리아나산이 있다. 코무네에는 또한 Cadunea (프리울리어: Cjadugnee), Caneva (Cjanive), Casanova (Cjasegnove), Fusea (Fusee), Illegio (Dieç), Imponzo (Dimponç)의 다섯 프라치오네가 포함된다.

## 역사

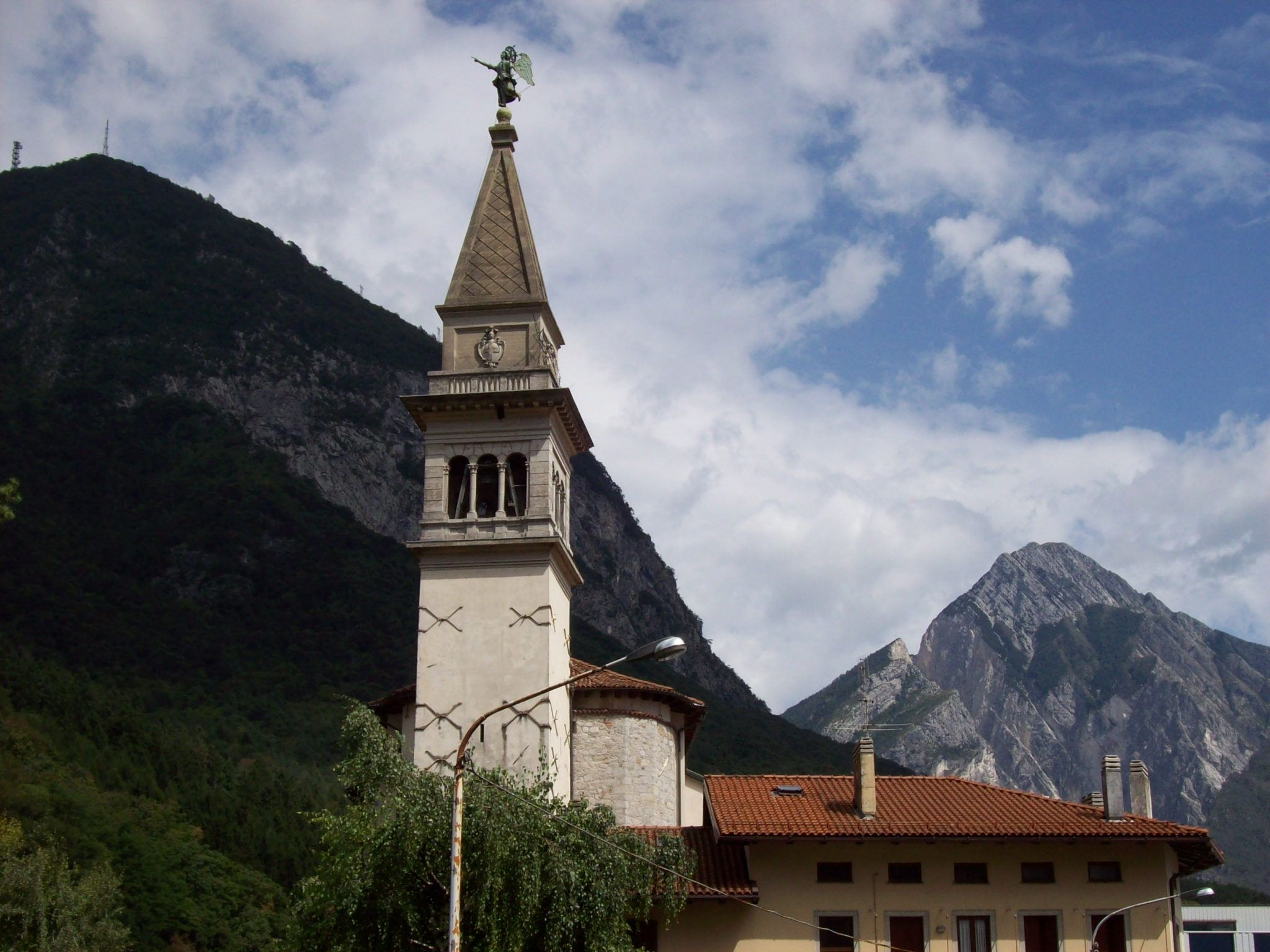
두오모의 종탑.

톨메초(톨메티움이라고 불림)의 존재는 10세기 후반 아퀼레이아 총대주교국의 일부였을 때 처음 문서화되었지만, 이 도시는 아주 고대의 로마 이전 정착지에서 유래했을 것으로 추정된다. 로마 시대에는 이 지역을 이탈리아와 현재 오스트리아를 연결하는 주요 로마 도로 중 하나가 가로질렀다.
이 도시는 번성하는 시장을 가졌고, 18개의 탑이 있는 성벽과 총대주교의 성에 의해 방어되었다. 1420년에 베네치아 공화국에 합병되었으나, 그 무역과 산업은 변화로 인해 피해를 입지 않았고 도시는 특권을 유지했다. 1797년 캄포포르미오 조약에 따라 오스트리아 제국에 넘겨졌고, 짧은 나폴레옹 통치 후 위성국인 롬바르디아 베네치아 왕국에 포함되었다.
톨메초는 1866년 새로 통일된 이탈리아 왕국의 일부가 되었다.

## 주요 명소
- 두오모(대성당)
- 캄페이스 궁전 (18세기 후반): 박물관